# 国府犀東
国府 犀東（こくぶ さいとう、明治6年（1873年）2月5日 - 昭和25年（1950年）2月27日）は、戦前日本の記者、官僚、漢詩人。本名は種徳。石川県金沢市出身。新潟、台湾、東京で新聞記者を務めた後、内閣、宮内省、文部省等で地方改良運動、近代社格制度、詔勅起草、文化財行政等に関わった。また慶應義塾大学予科、旧制東京高等学校で漢文を講義した。
号は金沢西部を流れる犀川の東畔に生まれたことに由来する。対岸で生まれた室生犀星はこれを受けて犀西の意で犀星と名乗った。また、美術編集者坂井犀水の号も犀川による。

## 生涯

### 学生時代
明治6年（1873年）、石川県石川郡金沢城下（金沢市竪町）の左官職鹿島家に生まれた。初名は長松。後に旧金沢藩士国府家の養子となり、国府種徳と称する。
金沢の竪町小学校に進むと、上級生には泉鏡花、徳田秋声、小倉正恒、井上友一、清水澄、藤岡作太郎がおり、彼らと交流しながら『南総里見八犬伝』、『洗心洞箚記』、『伝習録』、広瀬淡窓漢詩等を読んだ。11歳の時、金沢の禅寺の僧に漢詩を学び、碁石を並べて平仄を覚えた。地元の旧制第四高等学校を卒業後、東京帝国大学法科大学政治学科に進み、洋行帰りの一木喜徳郎に国法学を学んだ。また、京都大徳寺の菅広州、鎌倉円覚寺の釈宗演？に参禅した。

### 記者時代
卒業前に中退して新潟市で新聞記者となった。明治33年（1900年）恐らく内藤湖南の推薦により台北市に渡り、台湾日報に勤めた。当時の台湾は治安が悪く、剣潭古寺前の基隆河上で月見中銃撃に見舞われ、また潜伏中の孫文に軍資金を請われ、台湾総督に掛け合ったが拒まれたため、台湾銀行の一柳の融通を受けたという。
半年程で本土に帰り、博文館で長く太陽主筆を務め、また同社から歴史本や詩集を刊行した。博文館退職後は万朝報、毎日電報に勤めた。毎日浅草区橋場の自宅から有楽町までタキという車夫の人力車で通勤したという。

### 官僚時代
明治41年（1908年）、同郷の井上友一に誘われ内務省地方局事務嘱託となり、地方改良運動に関わった。同運動の拡大と共に内閣嘱託となり、有職故実の知識を買われ、神社の叙位昇叙、詔勅の起草、大喪の礼、即位の礼等に携わった。特に国民精神作興ニ関スル詔書は犀東が中心に起草したもので、三笠宮崇仁親王の幼名も犀東の命名による。明治42年（1909年）頃四谷区永住町2番地、明治43年（1910年）頃元鮫河橋町59番地、明治45年（1912年）頃は南町12番地に居住している。大正の元号勧申案を作成し、また昭和改元時には内閣案として立成・定業・光文・章明・協中の候補を提出し、光文案が外部に漏れて光文事件が起こった。
大正9年（1920年）、史蹟名勝天然紀念物保存法の制定に際し、宮内省の助成で西欧へ視察旅行を行った。ロンドンではネーヴィホテルに滞在して駒井権之助を介し地元の詩人と交流し、またフランスでは東洋学者エドゥアール・シャヴァンヌの本を購入した。
摂政時代の昭和天皇の大正11年（1922年）四国行啓、大正12年（1923年）台湾行啓時には、漢詩を教えていた徳川頼倫の伝で宮内省御用掛に任じられ、記録の作成に携わった。
戦前は渋谷区栄通一丁目34番地に住んでいたが、晩年は千葉県君津郡竹岡村（富津市竹岡）に疎開した。
昭和25年（1950年）2月27日死去し、神奈川県鎌倉市円覚寺に葬られた。

## 著書

### 歴史
- 『三十年戦史』＜万国戦史19＞、博文館、1896年
- 『大塩平八郎』＜偉人史叢8＞、裳華書房、1896年
- 『銭屋五兵衛』＜偉人史叢14＞、裳華書房、1897年
- 『文天祥』政教社、1897年
- 『豊太閤』＜偉人史叢2-1＞裳華書房、1898年
- 白河鯉洋共著『支那文明史』＜帝国百科全書52＞、博文館、1900年
- 白河鯉洋共著『支那学術史綱』、博文館、1900年
  - 楊志洵訳『中国学術史綱』上海開明書店、1902年
- 『菩提達磨』博文館、1900年
- 『静御前』国光社出版部、1902年
- 『鎮西八郎』＜少年史譚4＞文武堂、1902年
- 『名媛集』文錦堂、1908年
- 田山花袋、梅田又次郎共著『訂正日露戦史』博文館、1908年
- 『大日本現代史』博文館、1909年
- 『斯民講壇』報徳会、1911年
- 『中江藤樹』＜少年読本29＞博文館、1912年
- 『松尾芭蕉』＜少年読本42＞博文館、1912年
- 『古橋源六郎翁』1912年
- 『山陽先生と耶馬溪』耶馬渓鉄道、1931年
- 『水郷日田に就いて』耶馬渓鉄道、1931年
- 『国体に殉じたる楠公』＜思想研究資料129＞海軍省教育局、1935年
- 『神武天皇鳳蹟志』春秋社、1937年
- 『帝都の大恩人 松平楽翁公』日本学術普及会、1939年

### 紀行
- 平福百穂画『富士一周』隆文館、1907年
- 石井柏亭画『佐渡と新潟』日本風景協会、1933年
- 大仏次郎、田中純共著『絵の国豊前豊後』九州風景協会、1934年
- 大仏次郎、田中純共著『神国日向』九州風景協会、1934年

### 詩文集
- 『竜吹鶴語』博文館、1900年
- 『月蓮風蓮』新声社、1900年
- 『花ざくろ 新体詩集』文武堂、1901年
- 『涼』中庸堂、1901年
- 『花籃集』新声社、1902年
- 『鴎影記』内外出版協会、1903年
- 『大陸剣歌 伐露楽府』博文館、1904年
- 『炎余鴻爪詩』隆文館、1909年
- 『古今手かゞみ』報徳会、1912年
- 『犀東文集』＜現代名家文選4＞帝国行政学館史書研究会出版部、1914年
- 『壬戌雅会集』、国府種徳、1922年
- 『長興山荘雅会集』1925年
- 『青年朗吟詩選』＜民衆文庫92＞、社会教育協会、1934年

## その他作品

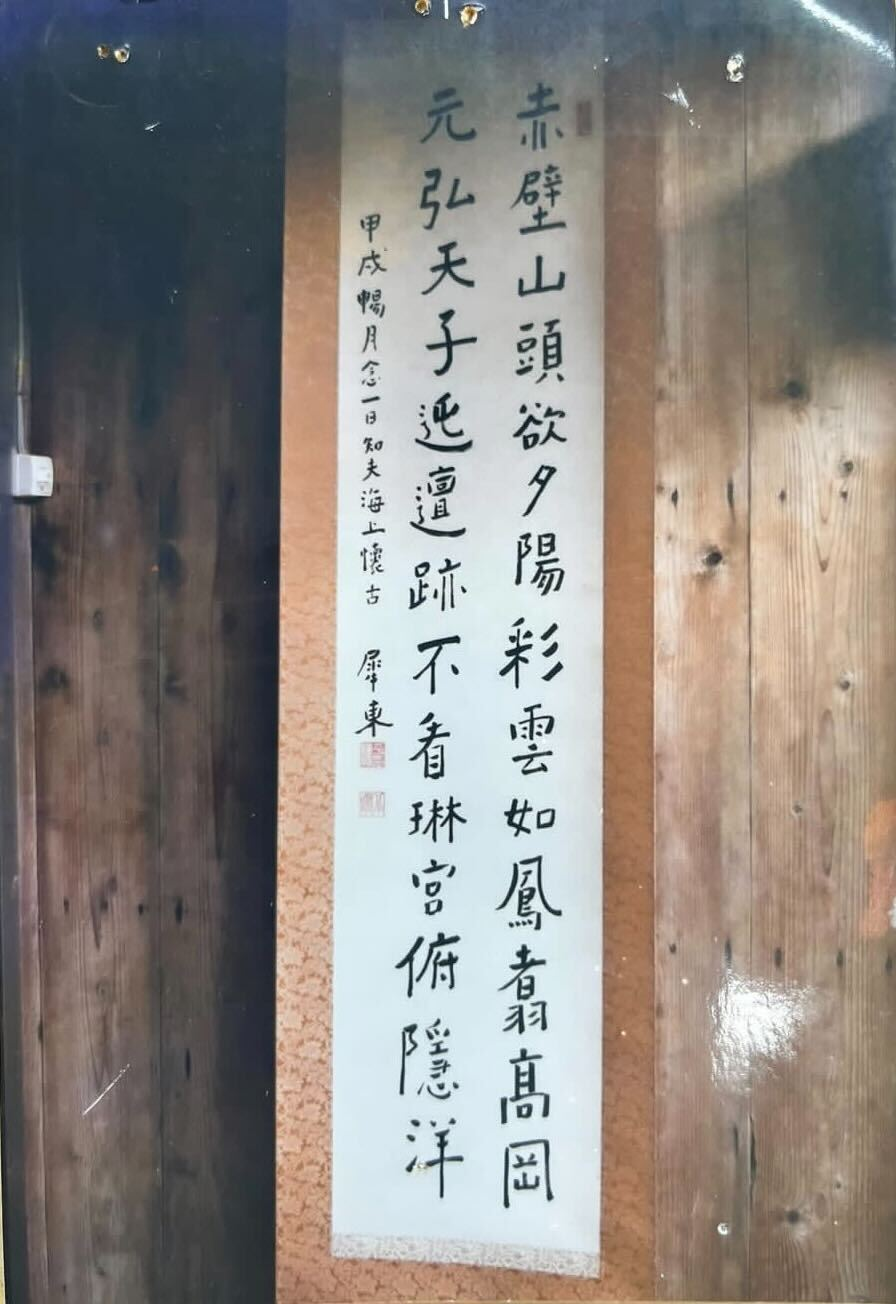
国府犀東著の掛け軸

国府犀東は知夫村を訪問し、以下の漢詩を詠んでいる。

## 国府家
遠祖は平重盛で、倶利伽羅峠山中に落ち延びた平家の落人の末裔という。
- 妻：初栄 - 明治18年（1885年）3月生。石川県島田愛信長女[3]。
- 子：種武 - 明治33年（1900年）生。桑木厳翼にドイツ哲学を学び[2]、台湾、中国で日本語教育に携わった。戦後法政大学文学部教授。
- 子：種文 - 明治36年（1903年）3月生。大正15年東京大学英法科を卒業し、大蔵省専売局宇都宮地方庶務課長、坂出地方事業課長、大阪地方庶務課長、東京地方庶務事業各課長、台湾総督府専売局牧納課長、経理部主計課長、書記官、台湾総督府総督官房総務課長を歴任[3]。